# Forever Ours

## Versuri
The look that's in your eyes
Yeah, I've seen it there a thousand times
Don't let it get you down
Could be the perfect diamond in disguise
When it's all too much
Close your eyes and just press play
We can turn it up
Let the music take it all away
We're gonna shine tonight
Brighter than the stars
Taking on the world
It's forever ours
We got this for life
Never gonna stop
Lighting up the sky, burning up the dark
It's forever ours
It's forever ours
Together 'til the end
Nothing's tearing us apart
We've been through thick and thin
And had each other's backs from the start
When it's all too much
Close your eyes and just press play
We can turn it up
Let the music take it all away
We're gonna shine tonight
Brighter than the stars
Taking on the world
It's forever ours
We got this for life
Never gonna stop
Lighting up the sky, burning up the dark
It's forever ours
It's forever ours
Keep an eye on the sky
Lighting up tomorrow
You and I, you and I
Bringing on tomorrow
Bringing on tomorrow
We're gonna shine tonight
Brighter than the stars
Taking on the world
It's forever ours
We got this for life
Never gonna stop
Lighting up the sky burning up the dark
It's forever ours
It's forever ours
It's forever ours